# Guangping (ort)
Guangping är en ort i Kina. Den ligger i provinsen Hunan, i den södra delen av landet, omkring 370 kilometer sydväst om provinshuvudstaden Changsha. Antalet invånare är 890.
Runt Guangping är det ganska tätbefolkat, med 129 invånare per kvadratkilometer. Närmaste större samhälle är Lianshan, 8,0 km öster om Guangping. I omgivningarna runt Guangping växer i huvudsak blandskog.
Genomsnittlig årsnederbörd är 1 744 millimeter. Den regnigaste månaden är maj, med i genomsnitt 268 mm nederbörd, och den torraste är december, med 63 mm nederbörd.